# Alan White (baterista de Yes)
Alan White (Durham, 14 de junho de 1949 – Seattle, 26 de maio de 2022) foi um baterista e compositor britânico mais conhecido por sua participação na banda de rock progressivo Yes, na qual ele se juntou em 1972. Em 1969, ele se juntou à Plastic Ono Band depois que John Lennon o convidou para tocar no Toronto Rock and Roll Revival. White passou a tocar em outras gravações de artistas como George Harrison, Ginger Baker e Terry Reid, além da canção "Imagine" de Lennon.
White entrou para o Yes em julho de 1972 como substituto do baterista original Bill Bruford. Após a morte do baixista Chris Squire em 2015, White se tornou o membro mais antigo da banda, nunca tendo saído do grupo desde que se juntou.
Além disso, White se apresentou em mais de cinquenta álbuns de outros artistas, como Joe Cocker, Ginger Baker e The Ventures. White foi introduzido no Rock and Roll Hall of Fame como membro do Yes em 2017.
White morreu em 26 de maio de 2022, aos 72 anos de idade. A causa da morte não foi revelada, sendo que o Yes limitou-se a dizer que foi por causa de uma "breve doença".